# Universidad de Relaciones Internacionales Norman Paterson (NPSIA)
La Escuela de Relaciones Internacionales Norman Paterson (en inglés, Norman Paterson School of International Affairs - NPSIA) es una escuela profesional de relaciones internacionales en la Universidad de Carleton, que fue fundada en 1965. La escuela está situada en un edificio cercano al río del Campus de Carleton, en Ottawa, Ontario, Canadá. Los estudiantes, los exalumnos y la facultad de NPSIA son conocidos como NPSIAns.
La NPSIA es la universidad de relaciones internacionales más antigua de Canadá, fue fundada durante lo que se conoce como la época de oro de la diplomacia canadiense. La universidad ofrece un enfoque interdisciplinario del estudio de asuntos globales, divididos en seis campos. La NPSIA es la única universidad completamente miembro de la Asociación de Universidades Profesionales de Relaciones Internacionales , un grupo de las mejores universidades de relaciones internacionales. 
NPSIA está considerada como parte de la comunidad de relaciones internacionales, y la admisión en la universidad es muy selectiva. En 2017, una encuesta sobre las academias canadienses intentó determinar el mejor máster profesional de relaciones internacionales, el cual colocó a NPSIA en el puesto número 2, junto a la Georgetown University y por encima de programas educativos de universidades como Harvard y Columbia.. En 2014, una encuesta sobre las academias canadienses de relaciones internacionales consagró a la NPSIA como la escuela más recomendable en Canadá para estudiantes que buscan una carrera en la política.

## Historia

### Creación de la escuela
El presidente de la universidad de Carleton, Davidson Dunton, anunció la creación de una escuela internacional de relaciones internacionales el 18 de febrero de 1965. La escuela fue establecida, en parte, gracias a que el Senador Norman Paterson cedió 400.000 $ para su creación. El empresario Paterson, el cual hizo su fortuna en la industria del transporte y del grano, fue también miembro de la junta directiva de Carleton, y previamente donó 500.000 $ a la universidad de Carleton. En su creación, la universidad fue nombrada como “La universidad de Relaciones Internacionales”. Pero en 1974 fue renombrada en honor a su principal inversor, el senador Paterson.
Las clases comenzaron en septiembre de 1966. El primer director fue Norman Robertson, un distinguido servidor público y diplomático. Anterior a su dedicación en la universidad, Robertson sirvió en diferentes ocasiones como Secretario del Consejo Privado y Secretario de Gabinete Canadiense (Clerk of the Privy Council and Secretary to Cabinet), como Alto Comisionado Canadiense en Reino Unido (High Commissioner to the United Kingdom), y doblemente como Subsecretario de Asuntos Externos (Under Secretary of Externals Affairs). Robertson no encontraba la enseñanza algo interesante por lo que dejó de ser un profesor efectivo. La matriculación en la escuela en los primeros años superó los 30.

### Lester Pearson
La escuela adquirió a su miembro de la facultad más destacado en 1968 con el nombramiento del ex primer ministro Lester B. Pearson como conferenciante. La escuela recién inaugurada fue un ajuste natural para Pearson, el cual ganó el Premio Nobel de la Paz en 1957 por tratar de poner fin al conflicto del Canal de Suez (enlace roto disponible en Internet Archive; véase el historial, la primera versión y la última).. El senador Paterson sostuvo más tarde que la creación de la escuela y los pensamientos acerca de cómo pasaría su retiro estaban "íntimamente ligados" (según él mismo). Pearson rechazó varias ofertas de trabajo en escuelas de los Estados Unidos antes de comenzar su nombramiento en la Escuela el 1 de julio de 1968, pocos meses después de renunciar como primer ministro.
En la universidad, Pearson impartió un seminario de tres horas sobre relaciones exteriores, con un enfoque particular en la seguridad colectiva. Aunque el estilo de enseñanza de Pearson era en gran parte informal, asumió su compromiso como profesor en serio, inventando seminarios perdidos incluso cuando su salud comenzó a fallar. Pearson una vez incluso rechazó una invitación del presidente de los Estados Unidos Richard Nixon para cenar en la Casa Blanca debido a sus deberes de enseñanza. Además, Pearson también disfrutó interactuando con los estudiantes, aunque aparentemente no era un marcador fácil y rara vez se veía apto para hacer comentarios sobre el trabajo de los estudiantes.
Pearson también usó su tiempo en Carleton para trabajar en sus memorias, hasta que murió en 1972. Actualmente está enterrado en el mismo cementerio que su amigo, y el primer director de la universidad, Norman Robertson. Después de su muerte, los amigos de Pearson recaudaron fondos para establecer la Cátedra de Asuntos Internacionales Lester B. Pearson en la universidad. La primera persona que ocupó el puesto de presidente fue Arnold Cantwell Smith, un diplomático canadiense que se desempeñó como Secretario General de la Commonwealth.

### 1970 y 1980
NPSIA fue noticia en 1978 debido a la polémica desatada después de que Philip Uren, un profesor de geografía de Carleton, aceptara un viaje pagado por el gobierno de Sudáfrica para hablar y realizar investigaciones. Esto se convirtió en polémica dada la política del apartheid del gobierno de Sudáfrica. El Consejo de la Facultad de NPSIA estaba preocupado de que Uren se hubiera representado a sí mismo hablando en nombre de la Universidad de Carleton, y aprobó una resolución que censuraba a Uren por dañar la reputación de NPSIA. El incidente fue complicado por el hecho de que Uren también desempeñaba el puesto de director del Centro Paterson, el centro administrativo de Carleton para intercambios internacionales. Su doble papel como profesor y administrador generó un debate sobre la libertad académica, y cómo esa libertad debería extenderse a la facultad para servir en roles administrativos. Uren finalmente dimitió como director del Centro Paterson, aunque siguió siendo profesor de geografía en Carleton.
NPSIA publicó por primera vez su serie "Canadá entre las Naciones" en 1984. La serie anual reúne a miembros destacados de la comunidad de asuntos internacionales para una evaluación de la política exterior del país. Los libros se utilizan en cursos universitarios sobre política exterior y relaciones internacionales, y "se han convertido en una importante publicación sobre las políticas y acciones de Canadá en el mundo". Los diferentes volúmenes, que incluyen temas como el control de armamentos, el cambio climático y la economía política internacional, a menudo han sido editados por miembros destacados de la facultad de NPSIA, incluyendo Maureen Appel Molot, Brian Tomlin, Fen Osler Hampson, Norman Hillmer, Jean Daudelin y Dane Rowlands.

### SigloXXI
En 2008, el ex diplomático canadiense William Barton donó $ 3 millones a la escuela para establecer la Cátedra “William and Jeanie Barton” en Asuntos Internacionales. La presidencia honra a Barton, quien se desempeñó como presidente del Consejo de Seguridad de la ONU durante el liderazgo de Canadá en la década de 1970, y su esposa Jeanie. El primer y actual titular de la silla es Trevor Findlay.
NPSIA se mudó de su hogar original en el campus de Carleton en Dunton Tower al nuevo River Building en 2012. El nuevo espacio de la escuela incluye un nuevo centro de recursos nombrado en honor a William y Jeanie Barton. El centro de recursos nuevo contiene computadoras, impresoras, talleres, material de referencia único, incluyendo tesis pasadas de NPSIAns, y un balcón en el último piso del edificio del río. El centro de recursos solo es accesible para los estudiantes, personal y facultad de NPSIA.
Dane Rowlands es el director de NPSIA, después de haber sucedido a Fen Hampson en 2012.

## Programas de postgrado
Las relaciones internacionales no están disponibles para los estudiantes de pregrado, aunque la escuela ofrece un amplio abanico de cursos abiertos para estudiantes de último año de la Facultad de Asuntos Públicos Arthur Kroeger. La escuela ofrece tres programas de nivel de maestría diferentes y un programa de nivel de doctorado.

### Máster de artes (licenciado de filosofía y letras)
El máster en Artes en Asuntos Internacionales es el grado más popular de NPSIA, con aproximadamente 100 estudiantes graduándose con el título cada año. El grado ofrece un enfoque interdisciplinario para el estudio de asuntos internacionales, y muchas de las clases se centran en la política. El programa MA de NPSIA está organizado en torno a seis campos:
- Análisis de Conflictos y Resolución de Conflictos ("Conflicto")
- Inteligencia y Seguridad Nacional ("INS")
- Proyectos y planificación de desarrollo ("DPP")
- Política de desarrollo internacional ("IDP")
- Organizaciones internacionales y políticas públicas globales ("IOGP")
- Política económica internacional ("IEP")

Para graduarse, los estudiantes de NPSIA M.A. deben completar 5 créditos completos, que incluyen un curso de economía, al menos un curso de grupo y el curso de métodos introductorios. Los estudiantes también deben demostrar un conocimiento intermedio de un segundo idioma importante. Por ejemplo, en francés, los estudiantes deben cumplir con el nivel B1 de acuerdo con el Marco Común Europeo de Referencia para las Lenguas.

### Doctorado (PhD)
El programa de doctorado relativamente nuevo en NPSIA requiere que los estudiantes completen al menos 10 créditos completos, lo que incluye el trabajo de disertación de 4.5 créditos. El programa de doctorado tiene tres campos de estudio:
- Resolución y gestión de conflictos internacionales
- Política internacional de desarrollo
- Política económica internacional

## Titulaciones conjuntas y dobles
NPSIA ofrece un título de M.A./JD en conjunto con la Facultad de Derecho de la Universidad de Ottawa. Los estudiantes deben postularse por separado a los programas JD y M.A. y obtener admisión a cada programa para ser admitidos en el programa conjunto. Los estudiantes de M.A./JD hacen un año en UOttawa antes de completar su segundo año en NPSIA.
La escuela también se ha asociado con el Departamento de Ingeniería Civil y Ambiental de Carleton para ofrecer el máster en Protección de Infraestructuras y Seguridad Internacional (MIPIS). Este título combina ingeniería de infraestructura con asuntos internacionales para abordar problemas en el nexo de la seguridad nacional y la ingeniería.

## Unidades de investigación y publicaciones
Como centro de investigación relacionada con asuntos internacionales, NPSIA alberga varios centros de investigación diferentes. Cada uno es un organismo único encargado de producir investigaciones sobre un tema específico o una colección de temas relacionados. Muchos profesores de NPSIA participan activamente en estos centros de investigación. NPSIA está afiliado a los siguientes centros de investigación:
- El Centro Canadiense de Inteligencia y Estudios de Seguridad (CCISS).
- El Centro Canadiense de Cumplimiento de Tratados (CCTC).
- Centro de Estudios de Seguridad y Defensa (CSDS).
- Centro de Política y Derecho Comercial (CTPL).

Además de estas unidades de investigación, la escuela alberga dos revistas académicas. El primero, el Canadian Foreign Policy Journal, es una revista revisada por pares que tradicionalmente se publica tres veces al año. Fundada en 1992, la revista ofrece análisis de temas de política exterior desde una perspectiva canadiense, y muchos miembros de la facultad de NPSIA han sido publicados en la revista. La segunda revista que alberga NPSIA es Paterson Review of International Affairs, una revista dirigida por estudiantes que publica los mejores artículos presentados por estudiantes de posgrado en relaciones internacionales, ciencias políticas y campos relacionados. Formalmente llamado E-merge, la revista se publica una vez al año y es editada por un equipo de estudiantes de NPSIA. NPSIA también es conocida por publicar Canada Among Nations, una encuesta bianual sobre la política exterior canadiense y la participación de Canadá en la comunidad internacional. El texto se incorporó a muchos cursos universitarios y es ampliamente leído por los legisladores.

## La vida del estudiante
La Asociación de Estudiantes de NPSIA busca abordar holísticamente las necesidades de los estudiantes de NPSIA. A través de reuniones quincenales bajo la dirección de los copresidentes, la Asociación de Estudiantes trabaja para ser un enlace entre la facultad / administración de NPSIA y el cuerpo estudiantil; planificar eventos sociales, académicos y profesionales; para apoyar a los estudiantes en sus actividades académicas y profesionales; y para abrir y facilitar líneas de comunicación entre estudiantes, personal, facultad y exalumnos de NPSIA, así como también con la comunidad de Ottawa y otros grupos de estudiantes y asociaciones con interés en asuntos internacionales.